# Pública (banda)
Pública é uma banda de rock formada em Porto Alegre no ano 2001 e radicada em São Paulo.

## História
Influenciada pela sonoridade de bandas clássicas e contemporâneas (sobretudo britânicas) como Beatles, Radiohead, The Smiths, Supergrass e Television, a banda só veio a lançar o primeiro álbum, Polaris, em 2006 pelo selo Mondo77. O álbum teve boa repercussão pela internet e a banda adquiriu certa visibilidade nacional ao ter 2 clipes (Bicicleta e Long Plays) veiculados na programação da MTV Brasil e ser indicada ao VMB 2007 na categoria Aposta MTV.
Em 2009, pelo selo Olelê Music, a banda lançou seu segundo álbum Como num Filme sem um Fim e recebeu por ele o Prêmio Açorianos, organizado pela Secretaria de Cultura de Porto Alegre, nas categorias Disco do Ano, Disco de Pop/Rock e Compositor (Pedro Metz). Foi também indicado ao VMB 2009, agora em duas categorias: Videoclipe do Ano e Rock Alternativo, sendo o vencedor dessa última.
Em 2011 a banda lançou seu terceiro trabalho, Canções de Guerra, pela Cornucópia Discos.

## Discografia

### Álbuns
- Polaris (2006)
- Como Num Filme Sem Um Fim (2008)
- Canções de Guerra (álbum) (2011)
- Despedida (2018)

## Filmografia

### Video Clipes
- Bicicleta (2006), Dirigido por Rafael Rodrigues e Rafael Ferretti
- Polaris (2006), Dirigido por Rafael Rodrigues e Rafael Ferretti
- Long Plays (2007), Dirigido por Pedro Metz e Gabriel Caruccio
- Lugar Qualquer (2008), Dirigido por Pedro Metz e Gabriel Caruccio
- Casa Abandonada (2009), Dirigido por Pedro Metz e Fabricio Cantanhede
- 1996 (2010), Dirigido por Pedro Metz e Daniel Lacet
- Corpo Fechado (2011), Dirigido por Pedro Metz e Daniel Barosa (Nimboo's)
- Pouca Estrada pra Cedo Envelhecer (2013), Dirigido por Pedro Metz, Leo Lage e Gus Vargas

### Documentário
- Casa da Esquina 23 (2009)

## Prêmios e indicações

### MTV Video Music Brasil
| Ano  | Categoria                      | Indicação       | Resultado |
| ---- | ------------------------------ | --------------- | --------- |
| 2009 | Videoclipe de Rock Alternativo | Pública         | Indicado  |
| 2009 | Videoclipe do Ano              | Casa Abandonada | Indicado  |

### Prêmio Açorianos
| Ano  | Categoria         | Indicação                 | Resultado |
| ---- | ----------------- | ------------------------- | --------- |
| 2006 | Revelação         | Pública                   | Indicado  |
| 2008 | Disco do Ano      | Como num Filme sem um Fim | Venceu    |
| 2008 | Disco de Pop/Rock | Como num Filme sem um Fim | Venceu    |
| 2008 | DVD do Ano        | Casa da Esquina 23        | Indicado  |